# Primi ministri di Singapore
I primi ministri di Singapore (in malese: Perdana Menteri Singapura / in inglese: Prime Minister of Singapore / in cinese: 新加坡總理 / in tamil: சிங்கப்பூர் குடியரசின் பிரதமர்) si sono succeduti a partire dal 1959.

## Lista
| Primo ministro                                           | Primo ministro | Primo ministro                           | Partito                   | Mandato           | Mandato           | Giorni                 | Elezioni                           | Presidenti                                                                |
| Primo ministro                                           | Primo ministro | Primo ministro                           | Partito                   | Inizio            | Fine              | Giorni                 | Elezioni                           | Presidenti                                                                |
| -------------------------------------------------------- | -------------- | ---------------------------------------- | ------------------------- | ----------------- | ----------------- | ---------------------- | ---------------------------------- | ------------------------------------------------------------------------- |
| Colonia di Singapore (1959-1963)                         |                |                                          |                           |                   |                   |                        |                                    |                                                                           |
|                                                          |                | Lee Kuan Yew 李光耀 லீ குவான் இயூ (1923-2015) | Partito d'Azione Popolare | 5 giugno 1959     | 16 settembre 1963 | 4 anni e 103 giorni    | 1959                               | –                                                                         |
| Stato di Singapore come parte della Malaysia (1963-1965) |                |                                          |                           |                   |                   |                        |                                    |                                                                           |
|                                                          |                | Lee Kuan Yew 李光耀 லீ குவான் இயூ (1923-2015) | Partito d'Azione Popolare | 16 settembre 1963 | 9 agosto 1965     | 1 anno e 327 giorni    | 1963                               | –                                                                         |
| Repubblica di Singapore (1965-oggi)                      |                |                                          |                           |                   |                   |                        |                                    |                                                                           |
|                                                          |                | Lee Kuan Yew 李光耀 லீ குவான் இயூ (1923-2015) | Partito d'Azione Popolare | 9 agosto 1965     | 28 novembre 1990  | 25 anni e 111 giorni   | 1968, 1972, 1976, 1980, 1984, 1988 | - Yusof bin Ishak - Benjamin Sheares - Devan Nair - Wee Kim Wee           |
|                                                          |                | Goh Chok Tong 吴作栋 கோ சொக் தொங் (1941- )    | Partito d'Azione Popolare | 28 novembre 1990  | 12 agosto 2004    | 13 anni e 258 giorni   | 1991, 1997, 2001                   | - Wee Kim Wee - Ong Teng Cheong - Sellapan Ramanathan                     |
|                                                          |                | Lee Hsien Loong 李显龙 லீ சியன் லூங் (1952- ) | Partito d'Azione Popolare | 12 agosto 2004    | 15 maggio 2024    | 19 anni e 2 286 giorni | 2006, 2011, 2015, 2020             | - Sellapan Ramanathan - Tony Tan - Halimah Yacob - Tharman Shanmugaratnam |
|                                                          |                | Lawrence Wong 李显龙 லீ சியன் லூங் (1972- )   | Partito d'Azione Popolare | 15 maggio 2024    | in carica         | 0 anni e 353 giorni    | –                                  | Tharman Shanmugaratnam                                                    |
| 2025                                                     |                | Lawrence Wong 李显龙 லீ சியன் லூங் (1972- )   | Partito d'Azione Popolare | 15 maggio 2024    | in carica         | 0 anni e 353 giorni    |                                    | Tharman Shanmugaratnam                                                    |